# Ipomoea irwinae
Ipomoea irwinae är en vindeväxtart som beskrevs av Bernard Verdcourt. Ipomoea irwinae ingår i släktet praktvindor, och familjen vindeväxter. Inga underarter finns listade i Catalogue of Life.